# 야크
야크(티베트어: གཡག, 학명: Bos Grunniens)는 티베트와 히말라야 주변, 티베트어를 사용하는 몽골에 주로 사육되는 긴털을 가진 소의 일종이다. "야크"(Yak)는 원래 수컷을 의미하며, 야크의 암컷은 "드리"(Dri) 또는 "나크"(Nak)라고 불린다. 하지만 일반적인 언어(영어를 포함해서) 암수 구별없이 야크라고 불린다.
몸길이는 수컷이 약 3.25m, 어깨높이 약 2m, 몸무게 500-1,000kg이다. 몸빛깔은 흑갈색이고, 어깨·옆구리·꼬리의 털은 길고 매끄럽다. 또한 야크는 움직임이 재빨라 빠르게 흐르는 강을 헤엄쳐 건널 수 있으며, 가파른 바위 경사도 오를 수 있다. 야생종과 가축화된 것이 있다. 소를 닮았으나 어깨가 융기되고 늑골이 한 쌍 더 많은 14쌍이다. 몸 아랫면에 긴 털이 있고 몸 빛깔은 흑갈색이다.
고산의 툰드라나 반사막지대에서 듬성듬성 나 있는 풀이나 작은 관목의 잎을 먹고 산다. 보통 수컷과 암컷이 나누어 살고 암컷과 새끼는 때로 200마리에 이르는 무리를 이룬다. 번식기는 여름으로 암컷의 무리가 흩어져 수컷 중심의 하렘을 형성한다. 임신기간은 약 280일이고 한배에 한두 마리의 새끼를 낳는다. 새끼는 때로 늑대나 불곰의 습격을 받기도 한다.

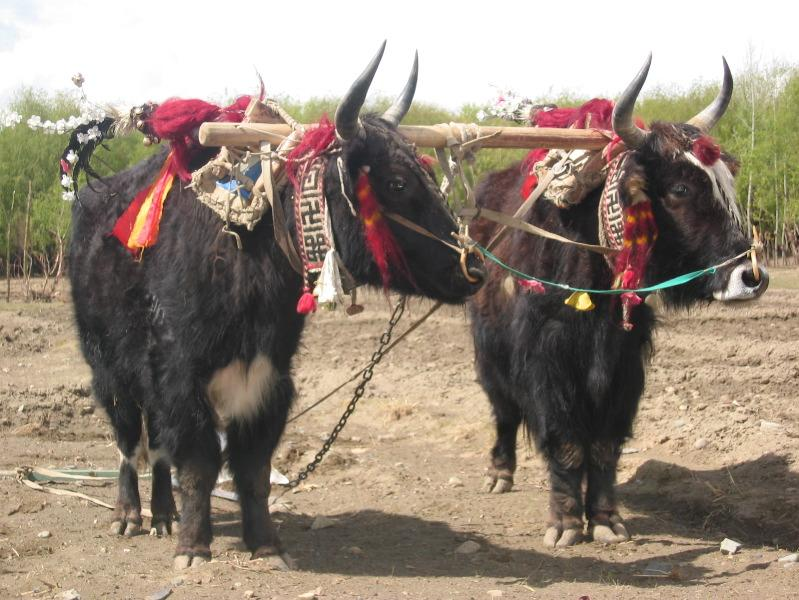
가축화된 야크

가축화의 증가에 따라 야생종은 절멸될 위기에 있다. 가축인 수야크와 암소와의 교배종을 조(dzo)라 한다. 중앙아시아고원에서는 중요한 가축으로 젖·고기·가축·털 등을 얻고 짐을 나르는 데 이용한다. 야크는 하루에 무거운 짐을 32km나 운반할 수 있어 티베트에서는 여행객과 우편물을 나르는 주요 운송 수단이다. 젖은 매우 진하며 고기는 말리거나 구워서 먹는다. 부드러운 털은 옷을 만드는 데 쓰고 거친 털로는 돗자리와 천막 덮개를 만든다. 또 가죽으로는 안장·채찍·장화 등을 만든다. 야생종은 티베트를 중심으로 4,000-6,000m에 이르는 고원에 분포하며 가축은 인도 북부, 중앙아시아, 중국 서부의 고지에서 널리 사육된다.

## 참고 문헌
- 이 문서에는 다음커뮤니케이션(현 카카오)에서 GFDL 또는 CC-SA 라이선스로 배포한 글로벌 세계대백과사전의 내용을 기초로 작성된 글이 포함되어 있습니다.